# Коллекция Шелли
Колле́кция Ше́лли (англ. Shelley Collection) — собрание филателистических материалов, относящихся к Гражданской войне в Испании. Коллекция составлена Рональдом Шелли и является частью Филателистических коллекций Британской библиотеки.

## История
Данную коллекцию собрал Р. Шелли, который завещал её Британской библиотеке в 2003 году. Рональд Шелли был примечательной фигурой в филателистической среде Великобритании. Он специализировался на коллекционировании филателистических материалов Испании и имел особую заинтересованность в вещах, относившихся к периоду Гражданской войны в Испании.

## Описание
Британская библиотека посчитала большой удачей заполучить собрание Шелли, в котором была представлена почтовая корреспонденция Интернациональных бригад.
Коллекция состоит из пяти томов и в основном включает конверты прошедших почту писем, которые были отправлены участниками Интернациональных бригад или в их адрес.
Собрание Шелли дополнило Коллекцию Бейли, которая первоначально была на время одолжена Британской библиотекой из фондов Кружка изучения испанской филателии (Spanish Study Circle), а затем также стала частью Филателистических коллекций Британской библиотеки.